# Erich Bachmann (Politiker, 1875)
Hermann Moritz Julius Erich Bachmann (* 26. Januar 1875 in Thorn; † 8. September 1944) war ein Verwaltungsbeamter (Landrat, zuletzt Regierungsvizepräsident) und Abgeordneter.

## Leben
Bachmann wurde in Osnabrück als Sohn des Geheimen Regierungsrates Julius Bachmann (1844–1924) geboren. Er trat im Sommer 1896 als Gerichtsreferendar in den Staatsdienst. Im November 1898 war er bei der Regierung in Osnabrück tätig, bestand 1902 die Große Staatsprüfung und wurde zunächst dem Landratsamt Memel, dann dem Landratsamt des Herzogtums Lauenburg zugeteilt. Von Januar 1907 bis März 1909 versah er kommissarisch das Gemeindevorsteheramt in Kiel-Ellerbek. Danach zur Regierung in Marienwerder überwiesen wurde er 1909 zur kommissarischen Verwaltung des Landratsamtes Weener bestellt. Von 1910 bis 1926 amtierte er als Landrat in Weener, bis das Ministerium des Inneren und der Oberpräsident der Provinz Westfalen Johannes Gronowski ihm eine mangelnde Eignung konstatierten: „Er sitzt seit 16 Jahren als Junggeselle in Weener“. Er wurde dann als Oberregierungsrat an die Regierung nach Münster versetzt. 1933 wurde er Regierungsvizepräsident in Düsseldorf.
Er gehörte dem Provinziallandtag der Provinz Hannover von 1915 bis 1920 für den Wahlbezirk Weener für die Deutschnationale Volkspartei (DNVP) an.
Erich Bachmanns Grabstätte befindet sich auf dem Hasefriedhof in Osnabrück.